# Сборная Гоцо по футболу
Сборная Гоцо по футболу (мальт. Tim nazzjonali tal-futbol ta' Għawdex, англ. Gozo national football team) — футбольная команда, представляющая остров Гоцо (Мальта). Управляется Футбольной ассоциацией Гоцо (GFA), не является членом ФИФА или УЕФА, но с декабря 2024 года входит в CONIFA — Конфедерацию независимых футбольных ассоциаций.

## История
Футбольная ассоциация Гоцо основана в 1936 году. Сборная участвует в международных турнирах для непризнанных сборных:
- Island Games (дебют в 2023 году, 6-е место)
- VIVA World Cup (участие в 2009 и 2010 годах, оба раза 5-е место)
- Кубок регионов УЕФА (участвует с 1999 года как представитель Мальты)

## Турнирные достижения
| Год  | Место | И | В | Н | П | Мячи |
| ---- | ----- | - | - | - | - | ---- |
| 2009 | 5-е   | 3 | 1 | 0 | 2 | 5-10 |
| 2010 | 5-е   | 3 | 1 | 0 | 2 | 3-8  |

| Год  | Место | И | В | Н | П | Мячи |
| ---- | ----- | - | - | - | - | ---- |
| 2023 | 6-е   | 4 | 2 | 0 | 2 | 4-2  |

## Стадион
Домашняя арена — Стадион Гоцо в Шевкия (вместимость 3 800 зрителей), открыт в 1936 году.

## Известные игроки
- Фердинандо Апап
- Шон Бажада
- Даниэль Богданович (все выступали за сборную Мальты)

## Примечание
1. ↑  Gozo FA. www.conifa.org/en/. Дата обращения: 18 декабря 2018.
2. ↑  uefa.com. Regions' Cup - Gozo Region – UEFA.com (англ.). UEFA.com. Дата обращения: 3 июня 2025. Архивировано 13 октября 2017 года.